# نوورژف
شهر نووورژف (به روسی: Новоржев) در کشور روسیه و در اوبلاست پسکوف واقع شده‌است.